# Fabian Kalaitzis
Fabian Kalaitzis (griechisch Φαμπιάν Καλαιτζής, * 23. März 1975 in Brüssel, Belgien) ist ein ehemaliger griechischer Squashspieler.

## Karriere
Fabian Kalaitzis spielte 1995 erstmals auf der PSA World Tour. Seine höchste Platzierung in der Weltrangliste erreichte er mit Rang 79 im Juni 2002.
Mit der griechischen Nationalmannschaft nahm er 1995 an der Weltmeisterschaft teil. Darüber hinaus gehörte er mehrfach zum griechischen Kader bei Europameisterschaften. Er wurde zwischen 2000 und 2012 insgesamt zwölfmal griechischer Meister. Fabian Kalaitzis wuchs in seinem Geburtsland Belgien auf und spielte für verschiedene belgische Auswahlmannschaften der Junioren. Nach seiner Juniorenzeit spielte er fortan für Griechenland, nahm aber unter anderem noch 2009 an den belgischen Meisterschaften teil, bei denen er das Viertelfinale erreichte.
Er arbeitet heute als Squashtrainer, unter anderem als Assistenztrainer des College-Teams des Amherst College in Amherst, Massachusetts.

## Erfolge
- Griechischer Meister: 12 Titel (2000–2002, 2004–2012)